# Politički nativizam
Politički nativizam političko domorodstvo (engleski:political nativism) je politička doktrina kojom se propagira većina u određenom području (grad, pokrajina, država) i koji se zalaze protiv priliva stranaca ili zahtjeva manjine stranaca.
Domorodstvo znači protivljenje imigraciji ili za aktivno zalaganje da se smanji politički ili legalni status pojedine etničke ili socijalne skupine jer se oni smatraju neprijateljskim i stranim od već ustaljene domicijelne kulture. Političko domorodstvo ujedno i jedan od oblika društvene diskriminacije koji je zasnovan na strahu da će došljaci izmijeniti i pokvariti postojeće kulturne vrijednosti. U useljeničkim zemljama poput SAD-a, Kanade, Australije političko domorodstvo izražava se u pojedinim medijama i kroz desne političke grupe kroz kritiku multikulturalizma. Mnogi komentatori su to ocijenili kao nešto krajnje neukusno. 

## Hrvatska
Hrvatska nije useljenička zemlja poput SAD-a, Kanade, Australije. Stoga je u njoj mali udio ne-Hrvata te posebice ne-europskih etničkih skupina. Stoga je političko domorodstvo u RH različitije od onoga u zemljama novog svijeta. Političko se domorodstvo kao oblik društvene diskriminacije u Hrvatskoj uglavno manifestira u diskriminaciji pridošlica iz seoskih u gradske sredine kao i pridošlica iz jedne regije u drugu.

### Zagreb
Prema nekim podacima oko 50% stanovnika Zagreb nije rođeno u samom Zagrebu.
Rođeni Zagrepčani se najčešće nazivaju purgeri dok doseljenici dobivaju (pogrdan ) nadimak "dotepenci". U Zagrebu je u razdoblju od 1991. do 2001. zabilježena ´prirodna depopulacija´, tj. više umrlih nego rođenih, što se dogodilo prvi put otkako se stanovništvo popisuje, od 1857. godine. 
U tih deset godina umrle su 1923 osobe više nego je bilo rođenih, navodi se u studiji ´Demografski razvoj grada Zagreba u razdoblju 1991. – 2001.
Izvorni jezik Zagreba je kajkavsko-ekavski. Međutim, zbog velikog priljeva doseljenika većina Zagrepčana danas govori štokavsko-ijekavski sa specifičnim naglaskom. Upravo takav "novozagrebački" govor se najčešće čuje na javnim televizijama i ne-Zagrepčani ga smatraju (lošim) utjecajem na ostatak Hrvatske i standardni hrvatski jezik.
Purgeri smatraju u većini slučajeva Zagreb iz doba Austro-Ugarske naprednim i uljuđenim te se protive balkanskom utjecaju na grad i kulturološkim fenomenima. Često koriste Agram kao ime za Zagreb iz doba Austro-Ugarske. I među samim purgerima pak je velik broj pridošlica ili onih čiji su roditelji doseljenici u grad.
Prema mišljenjima pojedinih autora upravo potomci doseljenika su najčešće krivi za nesnošljivost prema novo-doseljenim. Prema njima Zagreb je postao utočište svim provincijalcima koji se srame svog seoskog podrijetla i koji iz Zagreb s visoka gledaju stanovnike iz svog negdašnjeg zavičaja.

### Dalmacija
U priobalnim gradovima na Dalmaciji postoji određena vrsta tradicionalnog prezira prema stanovništvu doseljenom iz Zagore. Stanovnici Zagore se nazivaju (pogrdno) Vlaji ili Vlasi. Ta podjela je najizraženija u Splitu. Tu tradiciju odražavaju i razne pogrdne pjesmice (pusti zeca udri Vlaja) i općenito njihovo opisivanje kao zaostalih. Ta podjela je djelomično uvjetovana i jezičnim faktorom: stanovnici Splita su izvorno govorili čakavski a u Zagori isključivo štokavski. Doseljevanjima Vlaja se demografska struktura promijenila tako da je današnji govor stanovnika Splita većinski štokavski. U Split se doseljavalo i čakavsko stanovništvo s otoka ali ne u tolikoj mjeri kao Zagorani. tako je nastala izreka da je svaki splićanin "polubodul polulaj". Unatoč tome, netrpeljivosti i dalje postoje. Sa stajališta urbanih splistskih šovinista kultura "Vlaja"  je seoska i manje vrijedna od urbane splitske.
Nogometni vratar Vladimir Beara je 1955. prešao iz HNK Hajduk u Crvenu zvezdu. U Hajduku je trpio omalovažavanja od strane pojedinih suigrača. ta omalovažavanja su se često dovodila u vezi s činjenicom da je Beara bio "Vlaj".
Željko Kerum se na lokalnim izborima 2009. kandidirao za gradonačelnika Splita, te kasnije i pobijedio. U predizbornoj kampanji, njegovi su politički protivnici iz SDP-a nosili majice s natpisom nisam ovca da me vodi čoban(aludirajući na njegovo seosko podrijetlo).
Upravo zbog toga neki komentatori smatraju izbor Keruma civilizacijskim iskorakom za grad Split.

### Protuhercegovačka histerija krajem 1990-tih
Krajem 1990.-tih u Hrvatskoj je u pojedinim medijima stvarana protuhercegovačka histerija. Gospodarski nemiri i nezadovoljstvo političkom vladajućom garniturom uzrokovalo je val šovinizma spram Hercegovaca u Hrvatskoj.Hercegovina (i općenito BiH ) se opisivala kao ruralan ,zaostao primitivan kraj a njeni stanovnici stereotipni patrijarhalni tipovi. U sklopu toga je u Hrvatskoj bljesnul lavina šovinističkih viceva, kvazi-znanstvenih socioloških studija o Hercegovcima i njihovom mentalitetu. Retorika koja je postala neprihvatljivom prema rasnim,etničkim ,vjerskim i seksualnim manjinama u vom slučaju se tolerirala.
Prema riječima prof. Nine Raspudića s FFZG-a Hercegovci su kao kolektivni krivci poslužili kao nadomjestak za politički potrošene Srbe kojih već godinama nije bilo na vlasti. 
Tomu su kumovali i kontroverzni poduzetnici kao npr. Miroslav Kutle te ministri Gojko Šušak, Ivić Pašalić te Borislav Škegro.
Ivić Pašalić je bio Tuđmanov savjetnik za unutanju politiku. Njegov utjecaj napuhavan je u medijima. U zadnje dvije godine Tuđmanova života optuživan je za manipuliranje bolesnim Tuđmanom te da on zapravo vuče konce u državi kao svojevrsni vladar u sjeni. Mediji su ga povezivali s raznim ortačkim skupinama tajkuna u sumnjivim privatizacijama.Zbog svojeg načina komunikacije s novinarima dobio je nadimak Herr Flick (lik Gestapovca iz britanske humoristične serije Alo Alo). Posebice je bio izražen njegov sukob s tjednikom Nacional odakle je dolazila većina napada na njega i ostale viđenije Hercegovce u vrhu vlasti.
Borislavu Škegri se spočitavala (po mišljenjima mnogih) kriminalna privatizacija u Hrvatskoj, a dodatni uteg je bilo i (tada jako nepopularno ) uvođenje PDV-a koje je u općoj gospodarskoj krizi izazvalo rast cijena. Gojku Šušku se predbacivala uloga u BiH tijekom rata (sukob s Bošnjacima) te veze s proustaškom emigracijom. Franjo Tuđman je boravio u Kanadi u lipnju i srpnju 1987., te je tamo upoznao brojne hrvatske iseljenike koji su imali korijene u BiH; Marina Soptu, Gojka Šuška, Vinka Grubišića (profesora jezika i književnosti). Protivnici Franje Tuđmana su katkad kovali teorije zavjere po kojima je "hercegovački lobi" unutar HDZ-a stekao pretjeran utjecaj na Tuđmanovu politiku dok je bio hrvatski predsjednik, no to nije vjerojatno. Iz transkripata s Tuđmanovim najbližim savjetnicima jasno je, dok je Tuđman tražio mišljenja i savjete drugih, on je bio taj koji je formulirao svoju politiku.
Na lokalnim izborima 2000. HSS je 28. travnja 2000. objavio promidžbeni spot pod nazivom "Očistimo Zagreb". U njemu se prikazuje čovjek u bijelim čarapama kako dolazi s Livno-busom u Zagreb te poslije drži politički govor. Spot je u većini medija ocijenjen kao (prikriveni) poziv na čišćenje Zagreba od Hercegovaca. 

Dalibor Matanić, redatelj tog spota, 2000. godine snima film Blagajnica hoće ići na more u kojem prikazuje stereotipni lik Hercegovačkog šefa u Zagrebu koji iskorištava blagajnicu uskraćujući godišnji odmor njoj i njenoj bolesnoj kćeri.Nino Raspudić je prikaz Hercegovaca u tom filmu usporedio s nacističkim propagandnim filmskim uradcima o Židovima.Kada je Ivo Sanader s HDZ-om došao na vlast na izborima 2003. došao na vlast njegova vlada je u jednom tjedniku bila opisana kao prva vlada bez Hercegovaca.

Stipe Mesić je optuživan da je svoju kampanju za izbore 2000. zasnivao upravo na protuhercegovačkom šovinizmu.
U sklopu toga nastao je jedan drugi fenomen. Ugledne športaše, pisce i druge javne ličnosti rodom ili podrijetlom iz Hercegovine se slavilo. Međutim,u većini slučajeva, njihovo podrijetlo je prešućivano (za razliku od mnogih rođenih unutar RH). Taj trend se nastavio i u 21. stoljeću. Tako npr. Ivo Karlović je u medijima opisivan kao "div sa Šalate" dok je Marin Čilić gotovo isključivo kao "Hrvat". a vrlo rijetko kao Međugorac ili "Hercegovac".
Kada je George Chuvalo 2009. posjetio Hrvatsku i BiH u većini medija u Hrvatskoj su se pojavljivali naslovi poput "vratio se Chuvalo u svoju Hrvatsku". Malo koji medij je pak spomenuo kako je Chuvalo podrijetlom iz Hercegovine (Ljubuški ) .
Hrvati u Hercegovini (kao i oni koji su se iselili iz Hercegovine na teritorij RH)  optužuju Hrvate u Hrvatskoj kako temu Hercegovine i Hercegovačkih Hrvata koriste za međusobne obračune i kao bi verbalnim iživljavanjem liječili vlastite frustracije.
te kako bi podgrijavali vlastiti osjećaj tobožnje kulturološke i ine nadmoći nad njima.
Iako se s vremenom broj Hercegovaca u vrhu vlasti smanjio i u međuvremenu je postalo prihvatljivo sudjelovanje Srba u vrhu vlasti (uz pojedine proteste desničara) sudjelovanje Hercegovaca u vrhu vlasti se i dalje promatralo pod povećalom. Takve napetosti se potenciraju uoči svakih izbora.

## SAD
U SAD-u se od osamostaljenja stvarala određena društvena elita. Tako je nastao pojam WASP (White Anglo-Saxon Protestant- bijelac anglosaksonac protestant) tzv. čisti Amerikanac. Od nastanka SAD-a vladalo je nepisano pravilo da WASP-ovi imaju bolje uvjete za uspjeh u SAD-u. To je vrijedilo posebice u ranijoj povijesti SAD kad je njihov udio bio znatno veći. 
U SAD-u, antiimigracijski nazori imaju dugu prošlost. Na samom početku osnivanja države Benjamin Franklin je bio neprijateljski raspoložen prema njemačkim kolonistima u Pennsylvaniji.  Već 1798. izglasan je zakon Alien and Sedition Acts (imigracijski zakon) koji je ograničavao politička prava migrantima, posebno radikalima iz Francuske i Irske. Ovaj zakon je postao jedna od glavnih debata tijekom američkim izbora 1800.

### Protuirsko domorodstvo u 19. stoljeću
U razdbolju 1830-1850 kao reakcija na doseljavanje irskih katolika u SAD-u je rasla nesnošljivost spram Iraca.Godine 1836.Samuel F. B. Morse se neuspješno kandidirao za gradonačelnika New Yorka dobivši 1496 glasova.
Godine 1844. u New yorku je osnovan Red ujedinjenih Amerikanaca kao domorodačko bratstvo .  
Godine 1849. je osnovao tajno udruženje zvano Order of the Star Spangled Banner u New Yorku.Da bi netko postao član društva morao je imati 21 godinu, protestant, vjernik u boga te spremnost pokoravati se diktatima udruge. Članovi udruge postali su poznati kao "ne znaju ništa" (etiketa im je prišivena jer su odogovarali da "ne znaju ništa" o tajnom društvu.